# Комановська Ольга Ярославівна
Качмарик-Комановська Ольга Ярославівна (нар. 13 липня 1981) — українська театральна та кіноакторка, Народна артистка України (2025).

## Життєпис
Навчалася у Дніпропетровському театрально-художньому коледжі (2002 р.), куди вступила після попереднього прослуховування художньою радою Івано-Франківського театру та за їх рекомендацією. Від 2002 року працює артисткою Івано-Франківського академічного обласного музично-драматичного театру імені Івана Франка.

## Ролі в театрі
- Хазва («Перед потопом» В. Босовича)
- Лукерка («Куплена наречена» М. Кропивницького)
- Дівчина («Украдене щастя» за І. Франком)
- Малуша («Княгиня Ольга» І. Бориса)
- Жюлі («Пан де Пурсоньяк» Ж.-Б. Мольєра)
- Катрін («Kurazh» М. Гринишина)
- Аштон («Театр» Майкла Фрейна і Віккі-Брука)
- Катюха («Втеча від реальності» Т. Іващенка)
- Мар'яна («Тартюф» Ж.-Б. Мольєра)
- Монашка («Фатальні жінки Бальзамінова» за О. Островським)
- Беатріче («Опера мафіозо» В. Станілова)
- Туркиня («У неділю рано зілля копала» за О. Кобилянською)
- Мелашка («Кайдашева сім'я» І. Нечуй-Левицького)
- Лизя («Ігри імператорів» за творами М. Куліша, А. Камю та Г. Сковороди)
- Марта-Ізабелла («Дерева вмирають стоячи» А. Касона)
- Мері Сміт («Занадто одружений таксист» Р. Куні)
- Мері Сміт («Таксист — 2 або Кохання на швидкості» Р. Куні)
- Служниця, Ліда, Оксана, Жінка («Заробітчанки або Мамо, повернись…» Р. Дежипільський за Н.Семенкович «На паперті колізею»)
- Марішка («Шаріка» Я. Барнича і Ю. Шкрумеляка)
- Сивіла («Енеїда» І. Котляревського)
- Оленка («Заробітчанки або Мамо, повернись…» за Н. Семенкович)
- Мерседес («Кар'єрні ігри» Ж. Гальсерана)

## Фільмографія
- 2014 — Хроніка Української Повстанської Армії 1942—1954 — Анна Попович
- 2016 — Жива — Анна Попович

## Відзнаки
- 2014 — Заслужений артист України — «за вагомий особистий внесок у розвиток театрального мистецтва, значні творчі здобутки та високу професійну майстерність»[2].
- 2025 — Народний артист України — «за вагомий особистий внесок у розвиток національної культури і театрального мистецтва, вагомі творчі здобутки і високу професійну майстерність»